# Brünner Erbvertrag
Der Brünner Erbvertrag wurde im Jahr 1364 zwischen Kaiser Karl IV. und seinem Schwiegersohn Herzog Rudolf IV. von Österreich, der 1357 dessen Tochter Katharina geheiratet hatte, geschlossen.

## Bestimmungen des Brünner Vertrages
Der Brünner Vertrag regelte die gegenseitige Erbfolge der Luxemburger und Habsburger im Fall des Aussterbens einer der beiden Dynastien. Starben die Luxemburger vor den Habsburgern aus, sollten diese ihre Gebiete erben. Erlosch dagegen die Habsburgerdynastie, folgten ihnen die Luxemburger nach, sofern auch jener Zweig der Familie Anjou ausgestorben war, der zu dieser Zeit das ungarische Königreich beherrschte.
Der Brünner Erbvertrag bedeutete eine Verletzung des Rechts auf Königswahl, das Karl IV. den böhmischen Ständen in der Goldenen Bulle verbrieft hatte.

## Hintergründe für den Vertrag
Da zu diesem Zeitpunkt ein Aussterben der beiden Dynastien nicht vorhersehbar war, sind die tatsächlichen Gründe für den Vertrag nicht geklärt.

## Folgen des Vertrags
- Im Zusammenhang mit diesem Vertrag wurde die Hochzeit zwischen der Herzogin Margarete von Österreich (1346–1366), einer Schwester Rudolfs, und dem Markgrafen Johann Heinrich von Mähren, Karls jüngerem Bruder, vereinbart, die in der Folge auch geschlossen wurde.[1]
- Bei diesem Erbvertrag handelte sich um den ersten Vertrag einer Reihe von Erbfolgeverträgen, die zwischen den Habsburgern und den Luxemburgern in den folgenden Jahrzehnten geschlossen wurden.

Ein Original liegt im Haus-, Hof- und Staatsarchiv in Wien unter der Signatur AUR 1364 II 10. Von den ursprünglich sieben Siegeln sind die des Markgrafen Johann von Mähren und des Herzogs Albrecht von Österreich abgefallen, jedoch noch Reste der Seidenschnüre zur Siegelbefestigung erhalten.

## Editionen
- Ernst von Schwind, Alfons Dopsch (Hrsg.): Ausgewählte Urkunden zur Verfassungsgeschichte der deutsch-österreichischen Erblande im Mittelalter. Innsbruck 1895, S. 226–229 Nr. 114 (Digitalisat).
- Leo Santifaller (Hrsg.): 1100 Jahre Österreichische und europäische Geschichte in Urkunden und Dokumenten des Haus-, Hof- und Staatsarchivs. Wien 1949, S. 34 f., Tafel 22 (Abbildung und Druck).